# 캄퐁톰

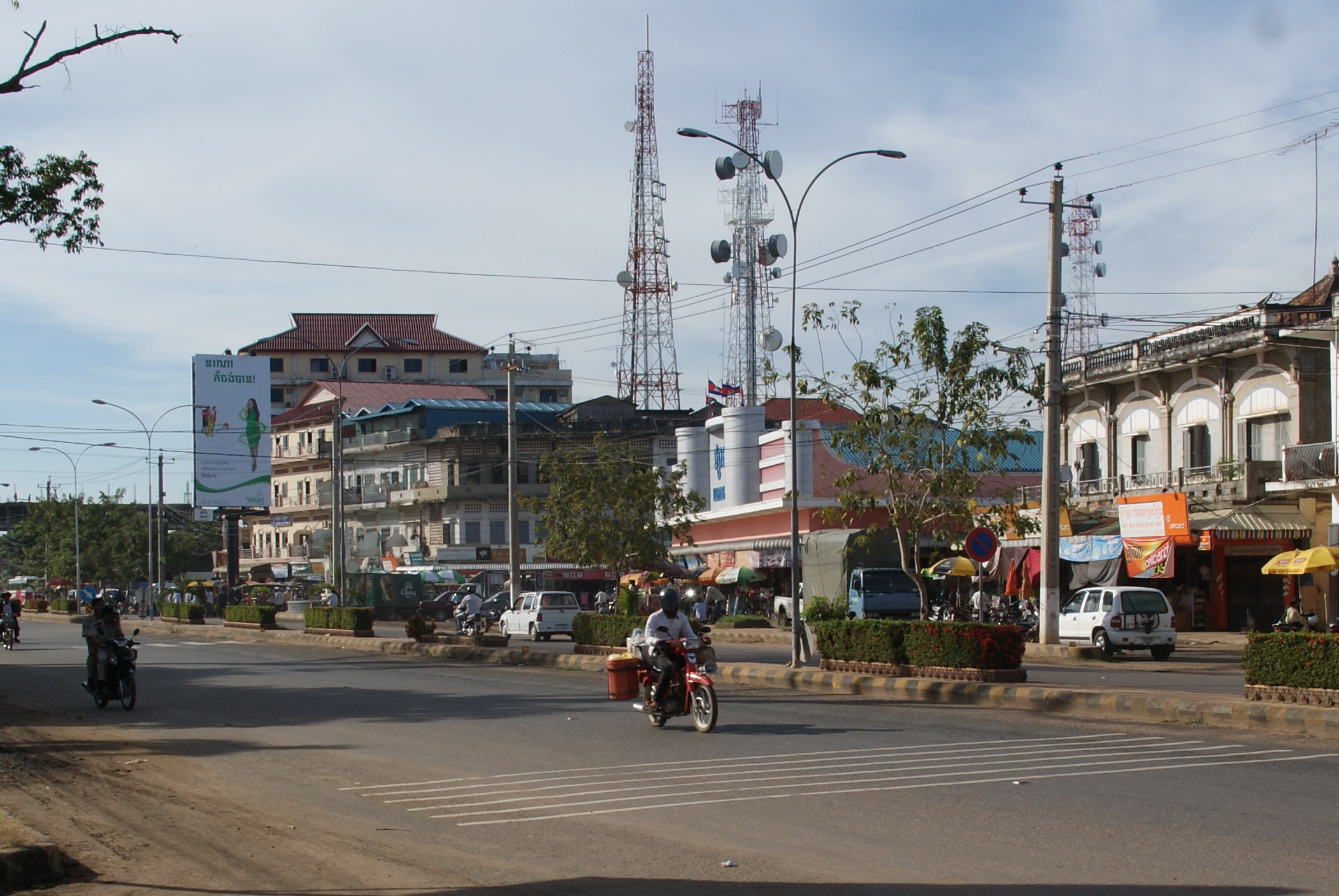
캄퐁톰

캄퐁톰(크메르어: ក្រុងកំពង់ធំ, Kampong Thom)은 캄보디아 캄퐁톰 주의 주도로 높이는 10m, 인구는 31,871명(2008년 기준)이다. 시엠레아프와 프놈펜을 연결하는 고속도로가 지나간다.